# Овчаренко, Василий Иванович
Василий Иванович Овчаре́нко (1899—1978) — советский украинский актёр.

## Биография
Родился 19 ноября (1 декабря) 1899 года в селе Драбовка (ныне — Корсунь-Шевченковский район, Черкасская область, Украина).
В 1933 году окончил Днепропетровский театральный техникум. В 1930—1974 годах служил в ДУАДТ имени Т. Г. Шевченко.
Умер 14 апреля 1978 года. Похоронен в городе Днепре.

## Роли в театре
- «Украденное счастье» И. Я. Франко — Михаил Гурман
- «Овод» Э. Л. Войнич — Феличе Риварес
- «Гибель эскадры» А. Е. Корнейчука — Гайдай
- «Навеки вместе» Л. Д. Дмитерко — Кобзарь

## Награды
- Заслуженный артист Украинской ССР (1951)
- Народный артист Украинской ССР (1959)
- Сталинская премия третьей степени (1951) — за исполнение партии в спектакле «Навеки вместе» Л. Д. Дмитерко на сцене ДУАДТ имени Т. Г. Шевченко